# Chris Halliwell
Christopher Perry Halliwell (San Francisco, 16 mei 2004) is een personage uit de televisieserie Charmed, dat wordt vertolkt door de acteur Drew Fuller, naast drie baby acteurs.
Hij is de tweede zoon van Piper en Leo, en de jongere broer van Wyatt Halliwell. Hij is tevens de derde Hybride Whitelighter in de reeks, naast Paige, en Wyatt. Sommige fans zien een gelijkenis in het personage van Chris, met dat van Future Trunks uit de tekenfilm Dragon Ball Z.

## Beschermengel uit de toekomst
Chris kwam voor het eerst in de serie Charmed op het einde van het vijfde seizoen, om de Charmed Ones te waarschuwen voor het dreigende gevaar van de Titanen. Hij beweert dat hij een whitelighter uit de toekomst is, maar dat hij niet op al de vragen kan antwoorden, omdat de kans bestaat dat de toekomst daardoor een andere wending krijgt, met rampzalige gevolgen als hij toch iets lost over de toekomst. Hoewel hij behulpzaam was in het verslagen van de Titanen, bewerkte hij de promotie van Leo als een Elder.

## Whitelighter van de Charmed Ones
Wanneer Leo verplicht wordt door zijn promotie van Elder om in de hemelen te blijven, wordt Chris aangesteld als de nieuwe whitelighter van de Charmed Ones. Leo vertrouwde Chris echter niet, omdat Chris weigert zijn volledige geschiedenis te vertellen.
Als Leo vertrekt, verandert Chris Leo zijn richting, en stuurt Leo zijn orbs naar Valhalla.

## Bondgenoot of Vijand
Chris gebruikt zijn krachten om een Valkyrie te doden, hij verbrijzelt haar hart met zijn telekinetische kracht. Chris begint op een hels tempo de Charmed Ones achter verscheidene demonen te sturen om te vernietigen, zonder daarbij enige uitleg te verschaffen, over het waarom. Hij heeft ook verschillende geheime plannen, en bedoelingen die gedurende een tijd niet ontmaskerd werden in de show.
Hij werd verplicht om een toverdrank te nemen, om Phoebe haar nieuwe kracht van empathie te blokkeren, zodat de Charmed Ones, niet achter zijn geheime plannen zouden komen. Wat later heeft Leo bewijs dat Chris zijn krachten gebruikte om te doden, maar hij besluit om met dat bewijs niets te doen, daar Chris al het vertrouwen had gewonnen van de Charmed Ones.

## Wantrouwen van Leo tegenover Chris brengt spanning
Leo en Chris blijven op gespannen voet met elkaar omgaan, het is pas wanneer Chris onbedoeld zijn eerste wens maakt bij de flesgeest, om vertrouwen, vriendschap, en vergeving van Leo, dat de relatie betert.

## Het geheim ontmaskerd
Het is Phoebe die als eerste achter Chris zijn verleden komt, door middel van een visioen. In haar visioen zag ze een jong bruinharig kereltje, dat de broer was van Wyatt. Wanneer Phoebe besluit volwassen Chris met die nieuwe informatie te confronteren, geeft Chris eerlijk toe dat hij de zoon is van Piper en Leo, maar enkel als hij zijn ouders weer bij elkaar kan brengen.

## Plan om de ouders van Chris te herenigen
De tijd dringt voor Chris, als zijn ouders niet met elkaar naar bed gaan, houdt hij op te bestaan. Chris wordt wanhopig en vraagt zelfs aan Phoebe en Paige of er geen snellere weg is om zijn ouders te herenigen, hij wil zijn toevlucht nemen tot een magische oplossing.
Phoebe en Paige proberen wanhopig om Chris te redden, maar elke toverdrank mislukt bij zijn bereiding. Chris verdwijnt langzaamaan, en zweeft tussen de realiteit en het parallelle universum waar de doden en bijna doden heen gaan in afwachting op het hiernamaals, en waar Leo en Piper gevangen worden gehouden.
Uiteindelijk belanden Piper en Leo in een parallel universum, door toedoen van een Darklighter. Leo is dodelijk gewond en tijdens de stille uurtjes wordt Chris verwekt. Nog net op tijd kan Chris, Phoebe, Paige; Leo en Piper uit het parallelle universum redden zodat Gideon, Leo kan helen.

## Sterven om geboren te worden
Chris sterft uiteindelijk aan een wonde die hij oploopt, in een gevecht met Gideon, juist nadat hij heel hecht is geworden met Leo, en het raadsel was opgelost wie er achter zijn baby oudere broer Wyatt aanzat. Zijn lichaam verdwijnt terwijl hij sterft. En hoewel hij met zijn komst de toekomst heeft kunnen veranderen, en er misschien daardoor een alternatieve Chris zou overleven met andere herinneringen, en niet bekend is met een kwaadaardige toekomst. Kort nadat de Chris uit de toekomst overlijdt, wordt de hedendaagse Chris geboren.

## Krachten en mogelijkheden
Als volwassene heeft hij de kracht van Telekinese en Orbing. Hij kan door zijn heksenvoorouders spreuken maken en uitspreken. Tegenwoordige baby Chris ontwikkelt zijn krachten in het achtste seizoen in de aflevering Kill Billie Vol.2 wanneer hij zijn oudere broer Wyatt weg orbt van Billie en Christy.
In de serie wordt er wel getoond dat Chris niet dezelfde sterke krachten en mogelijkheden heeft als zijn broer Wyatt. Hoewel zijn vader een Elder is. Zijn geboorte was niet voorspeld zoals dat van Wyatt. Dat heeft als resultaat dat hij niet zo speciaal krachtig is zoals zijn broer Wyatt. Hij heeft wel een uitgebreide variëteit aan specifieke whitelighter krachten ter zijn beschikking, zo kan hij naar de hemelen orben, of de roep van zijn pupillen horen, die hij in een aflevering op mute gezet had. De toekomstige Chris vertelde Paige dat hij nog de mogelijkheid om te helen moest leren. Chris is krachtiger dan een gewone heks, enkel en alleen omdat zijn moeder een van de Charmed Ones is.

## Trivia
- Totdat Chris verscheen waren alle mannelijke heksen in Charmed kinderen of tieners.
- Volgens Chris werd hij Chris genoemd naar Leo zijn vader.
- Drew Fuller werd de eerste co-ster die zijn rol heropneemt in het zevende seizoen nadat hij uit was geschreven in de aflevering Someone to Witch over Me
- Hij introduceerde zichzelf eerst als Chris Perry, vele fans accepteren Perry als zijn middelnaam. Dat op die manier de familietraditie voortzet dat ieder kind de letter P in het begin van zijn naam moet hebben.
- In de laatste aflevering van seizoen acht Forever Charmed verschijnt Chris weer uit de toekomst, deze keer met volwassen Wyatt aan zijn zijde, Jonge Wyatt is zijn krachten kwijt door de Hollow, waardoor de toekomstige Wyatt krachteloos is. Op het einde van de aflevering worden Wyatt zijn krachten hersteld.